# Abraham van Beijeren
Abraham van Beijeren, nizozemski baročni slikar, * 1620, Haag, † 1690, Rotterdam.
Kljub temu, da ni bil priznan v času življenja, danes velja za enega najboljših tihožitnih slikarjev vseh časov.